# Pantalla holográfica interactiva
Las pantallas holográficas interactivas consisten en pantallas holográficas, es decir, pantallas que forman las imágenes a partir de la proyección de rayos de luz sobre un soporte de cristal ya sea opaco o transparente, y que a la vez permiten la interactividad, que consiste en dejar que el usuario pueda decidir qué es lo que quiere ver proyectado y modificarlo siempre que quiera con sus manos.

## Cómo funciona

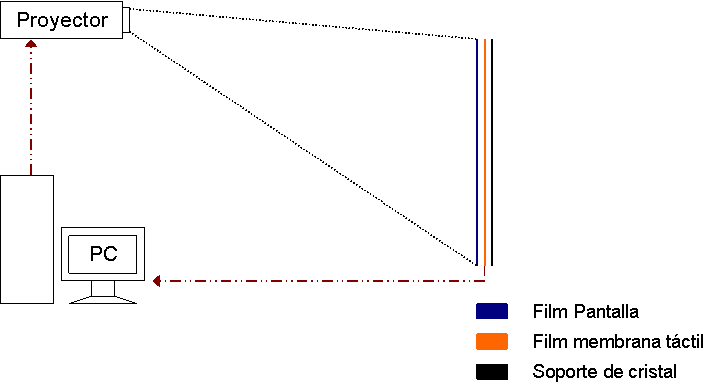
Esquema pantalla holográfica interactiva.

El sistema que usan las pantallas holográficas interactivas consta de tres componentes básicos: 
- Un proyector.
- Un ordenador.
- Dos films.

El funcionamiento es el siguiente: el ordenador envía al proyector la imagen a proyectar. El proyector al recibir la señal genera los rayos de luz que inciden sobre el film pantalla generando la imagen holográfica. Finalmente, cuando el usuario entra en contacto con la pantalla y le da instrucciones usando las manos como si fueran el ratón del ordenador, el film membrana táctil capta estos movimientos, genera los impulsos eléctricos correspondientes y los envía al ordenador. El ordenador interpreta los impulsos recibidos y modifica la imagen a proyectar de acuerdo con esta información. 

### Proyector
El proyector genera los rayos de luz que formarán la imagen sobre el film pantalla adherido al soporte de cristal. Lo encontramos situado detrás de la pantalla. Debe situarse un cierto ángulo por encima o por debajo de esta para evitar el deslumbramiento del usuario, es por este motivo que deben ser proyectores trapezoidales que permitan un cierto ángulo de desplazamiento del eje central sin deformar las imágenes. 

### Ordenador
El ordenador controla todo el sistema. Gestiona la imagen que se debe proyectar en pantalla y los impulsos que recibe del film membrana táctil para que se pueda llevar a cabo la interactividad y los coordina para que la imagen reproducida se corresponda con las órdenes que ha dado el usuario. Además, permite al administrador del sistema gestionar lo que quiere que se proyecte en la pantalla y hacer las correspondientes modificaciones. 

### Films

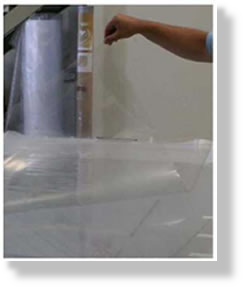
Ejemplo de film.

Los films son capas de plástico que se adhieren al cristal y que permiten tanto la visualización de la imagen como la interactividad. Hay dos tipos de films: 
- Film pantalla: Puede ser opaco o transparente. Para una correcta reproducción se puede trabajar con diferentes grados de opacidad que pueden variar entre 90% y 98%, en función del uso al que se vaya a destinar la pantalla (interior, exterior, iluminación natural, iluminación artificial,...).
- Film membrana táctil: Es el film que hace posible la interactividad. Gracias al uso de la tecnología capacitiva proyectada capta los movimientos que el usuario realiza sobre el cristal y envía los impulsos pertinentes al ordenador.
 Es como una pantalla táctil gigante..

## Especificaciones
- Los cristales dónde se vayan a proyectar las imágenes pueden tener como máximo de 16 mm de ancho.
- Las medidas de los films de proyección pueden variar entre 40 y 100.
- Todo el montaje se realiza en la parte posterior del cristal para permitir la interactividad con este por delante.
- Se puede montar sobre cualquier soporte de vidrio.

## Usos
Actualmente la aplicación más utilizada son los escaparates interactivos. Se monta una pantalla holográfica interactiva sobre el cristal del escaparate de forma que cualquier persona que pase por la calle pueda interactuar con ella. 
Otro uso que se le puede dar es la proyección sobre soportes de vidrio en estands de ferias. 
Podríamos decir que todos los usos de esta tecnología están relacionados con la publicidad. 
Hay otro tipo de pantallas holográficas que no son interactivas pero que también se colocan en los escaparates, estas tienen un software de visión artificial que en función de la persona que se ponga en frente le ofrecerían una publicidad adaptada a sus características (edad, sexo,...). 